# Synecta cuneifascia
Synecta cuneifascia là một loài bướm đêm trong họ Geometridae.